# Luisa Ejercito-Estrada

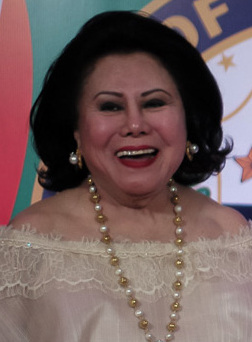
Luisa Ejercito-Estrada in 2016

Luisa Ejercito-Estrada, ook wel Loi Estrada, (Iba, 2 juni 1930) is een Filipijns politicus en de vrouw van voormalig president Joseph Estrada. In 2001 deed ze als oppositiekandidaat mee aan de verkiezingen voor de Filipijnse Senaat. Ze werd gekozen als senator en was daarmee de eerste "first lady" die in het Senaat gekozen werd. Haar zoon Jinggoy Estrada is ook politicus en senator van de Filipijnen. Loi Estrada is psychiater van beroep en staat bekend als erg betrokken bij het arme deel van de bevolking. Ze werd in haar tijd als first lady wel First Lady ng Masa (first lady van het volk) genoemd door haar georganiseerde medische hulpmissies.
Ze behaalde haar diploma medicijnen aan de University of Santo Tomas (UST). Na het behalen daarvan ging ze aan de slag als professor aan de Faculteit Medicijnen en Chirurgie aan de UST en als arts in het UST Hospital and the National Center for Mental Health. 